# Lividopone lividus
Lividopone lividus (лат.) — вид муравьёв из подсемейства Dorylinae. Эндемики Мадагаскара.

## Распространение
Мадагаскар.

## Описание
Мелкие древесные муравьи (около 5 мм) черновато-коричневого цвета, мономорфные. Усики рабочих и самок 12-члениковые (у самцов 13). Глаза крупные, состоят из более чем 20 омматидиев. Оцеллии отсутствуют. Нижнечелюстные щупики рабочих 3-члениковые, нижнегубные щупики состоят из 2 сегментов. Средние и задние голени с одной гребенчатой шпорой, претарзальные коготки простые. От сходных муравьёв рода Cerapachys отличается размытым проното-мезоплевральным швом (у Cerapachys он явный). Гнездятся в полостях древесины. Охотятся на муравьёв Pheidole.
Вид Lividopone lividus был впервые описан в 1975 году в составе рода Simopone под первоначальным названием Cerapachys lividus Brown, 1975. В 2016 выделен в отдельный монотипический род Lividopone Fisher & Bolton, 2016 в ходе ревизии муравьёв Африки, проведённой английскими мирмекологом Барри Болтоном (Bolton Barry, Department of Entomology, The Natural History Museum, Лондон, Великобритания) и американским энтомологом Брайном Фишером (Fisher Brian L., Department of Entomology, California Academy of Sciences, Сан-Франциско, Калифорния, США). Lividopone близок к сестринской группе  Zasphinctus и Parasyscia. Первоначально вид входил в состав подсемейства Cerapachyinae. В 2014 году было предложено (Brady et al.) включить его и все дориломорфные роды и подсемейства (Aenictinae, Aenictogitoninae, Cerapachyinae, Ecitoninae и Leptanilloidinae) в состав расширенного подсемейства Dorylinae.

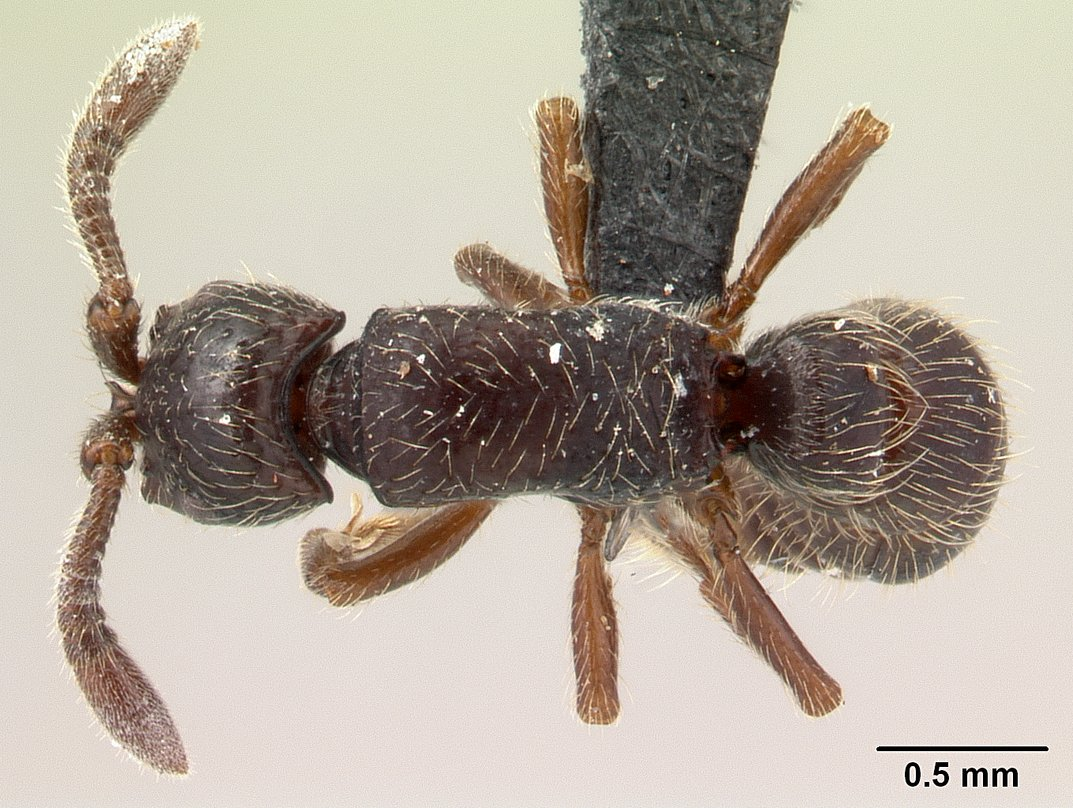
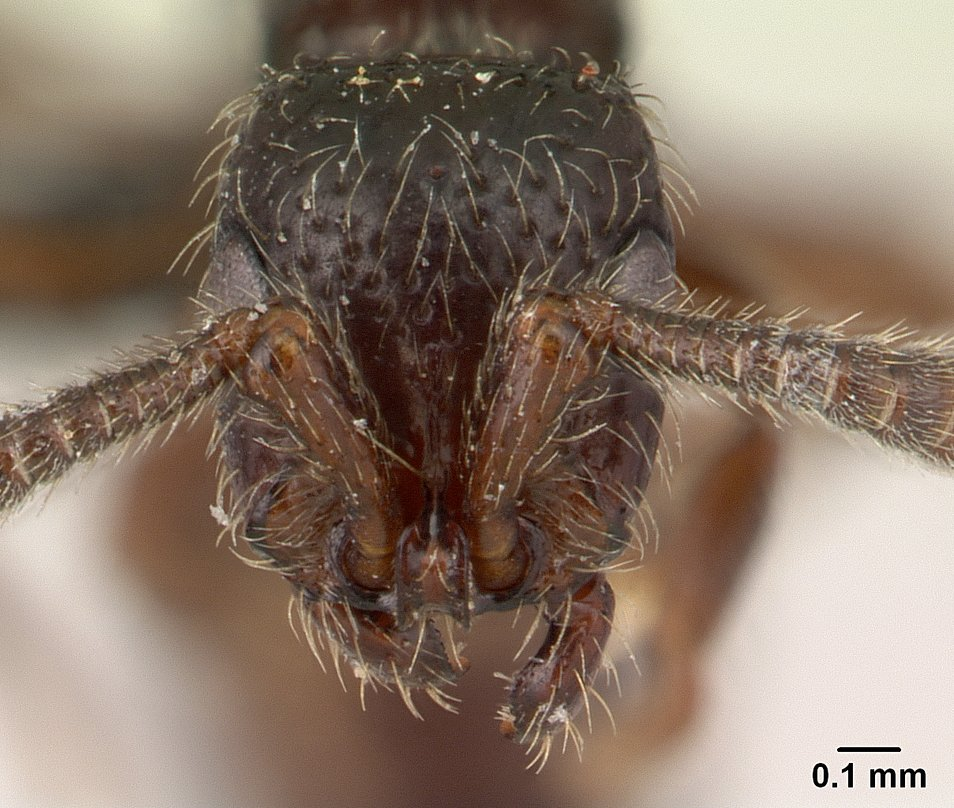
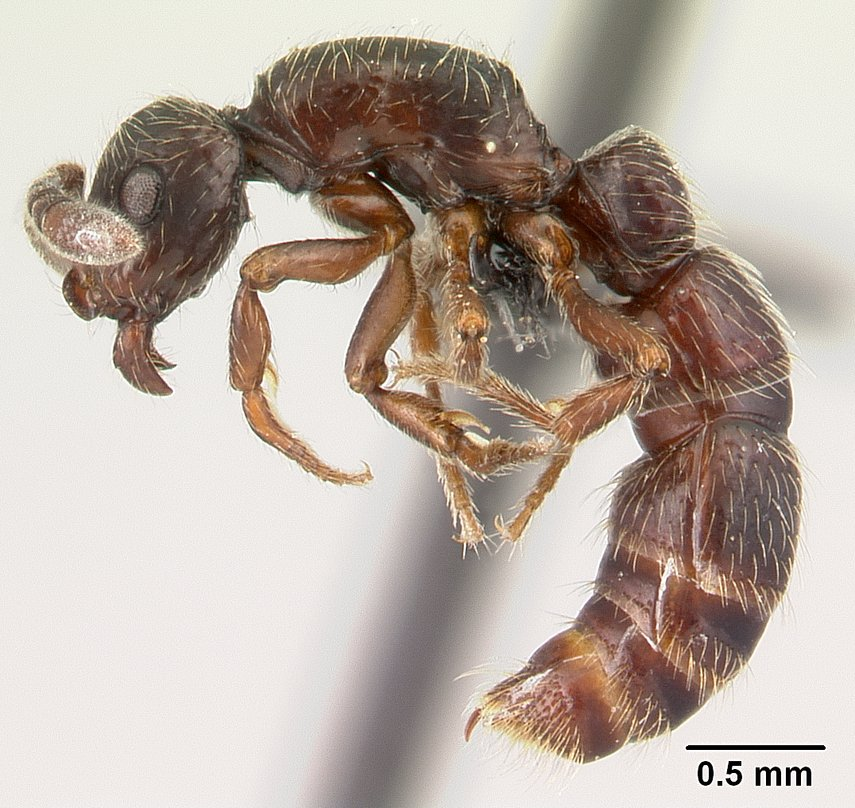
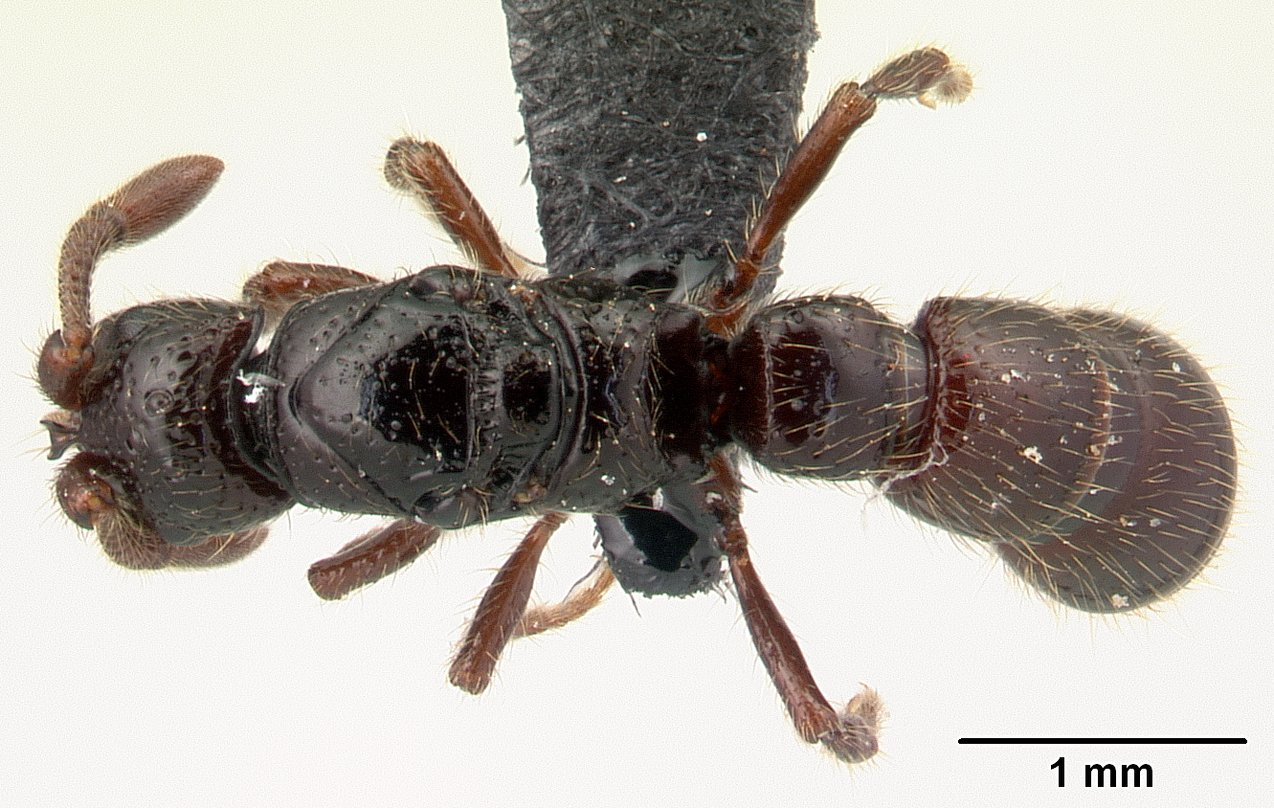
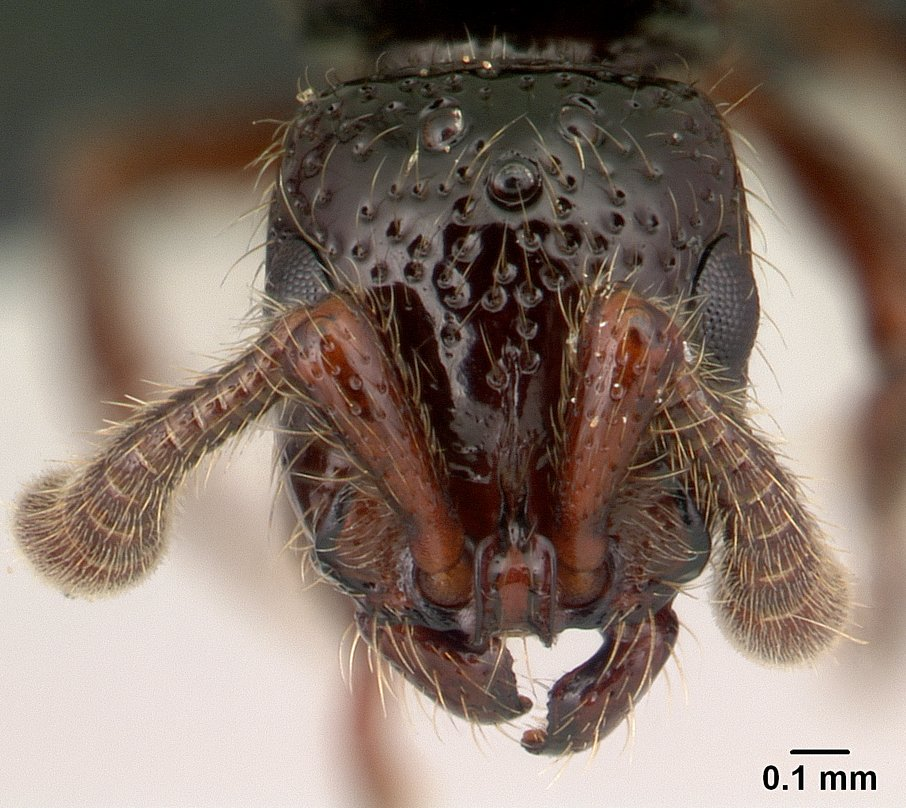